# Эберхард Людвиг (герцог Вюртемберга)
Эберхард IV Людвиг Вюртембергский (нем. Eberhard IV Ludwig von Württemberg; 18 сентября 1676, Штутгарт — 31 октября 1733, Людвигсбург) — 10-й герцог Вюртемберга с 3 июля 1677 года, сын герцога Вильгельма Людвига и его супруги Магдалены Сибиллы Гессен-Дармштадтской.

## Биография
Ему не было и года, когда умер его отец. Регентом при малолетнем герцоге стал Фридрих Карл цу Винненталь. В 1693 году Эберхард Людвиг был объявлен совершеннолетним и стал править самостоятельно.
В 1697 году Эберхард Людвиг женился на Иоганне Елизавете Баден-Дурлахской. После рождения сына супруги проживали раздельно.
Состоя на военной службе, Эберхард Людвиг редко бывал в Штутгарте. В 1704 году он принял участие в Гохштедтском сражении и впоследствии был назначен главнокомандующим рейнской армии. В 1707 году он получил звание фельдмаршала швабских войск во время Войны за испанское наследство.
Герцогство переживало тяжелое время вследствие нашествий французов. Эберхард Людвиг находился под сильным влиянием своего министра Кульписа. Пример Версаля увлек Эберхард Людвига: при дворе появился блестящий штат, устраивались охоты и празднества. С 1711 года Эберхард Людвиг чаще бывал в Людвигсбурге, преимущественно в обществе своей давней фаворитки Вильгельмины фон Гревениц. Иоганна Елизавета продолжала жить в Старом дворце в Штутгарте.
Эберхард Людвиг мало интересовался управлением страной, и все перешло в руки его любовницы Вильгельмины фон Гревениц. Венский двор вмешался в семейные дела Эберхарда Людвига, бросившего жену; тем не менее, он жил вместе с ней в Людвигсбурге, ставшем его второй герцогской резиденцией, и удалил её от себя только под конец жизни.

## Потомки
- Фридрих Людвиг (1698—1731), женат на Генриетте Марии Бранденбург-Шведтской (1702—1782)